# Automatically Tuned Linear Algebra Software
Automatically Tuned Linear Algebra Software (ATLAS) ist eine Unterprogrammbibliothek für Lineare Algebra.
ATLAS ist eine Open-Source-Implementierung von Basic Linear Algebra Subprograms (BLAS) und von Teilen von LAPACK für C und für Fortran. Es läuft unter den meisten Unix-artigen Betriebssystemen (etwa Linux) und mit Einschränkungen unter Windows.
ATLAS wird unter anderem von folgender Software genutzt: Maple, Matlab, Mathematica und GNU Octave.